# Kolsassberg
Kolsassberg é um município da Áustria, situado no distrito de Innsbruck-Land, no estado do Tirol. Tem 35,36 km² de área e sua população em 2019 foi estimada em 828 habitantes.